# Trinity Health
Trinity Health Corporation är en amerikansk ideell förening som ägde och drev bland annat 93 sjukhus och 107 äldreboenden för år 2024. Den har religiösa anknytningar till den romersk-katolska kyrkan.

## Historik
Den ideella sjukvårdsföreningen grundades 2000 när Holy Cross Health System och Mercy Health Services blev fusionerade med varandra. År 2013 expanderades organisationen när även Catholic Health East fusionerades med den. Efter den senaste fusionen blev Trinity Health USA:s tredje största sjukvårdsförening efter patientintäkter.